# Église Saint-Hilaire de Villiers-Couture
L'église Saint-Hilaire est une église située à Villiers-Couture, dans le département français de la Charente-Maritime en région Nouvelle-Aquitaine.

## Historique
L'église est inscrite au titre des monuments historiques par arrêté du 13 novembre 1969.